# The Old Curiosity Shop (film fra 1913)
The Old Curiosity Shop er en britisk stumfilm fra 1913 af Thomas Bentley.

## Medvirkende
- Mai Deacon som Nell.
- Warwick Buckland som Trent.
- E. Felton som Quilp.
- Alma Taylor som Mrs. Quilp.
- Jamie Darling.